# Castello di Gombitelli
Il castello di Gombitelli era situato nell'omonima frazione del comune di Camaiore (provincia di Lucca).

## Storia
Il castello di Gombitelli è stato uno dei fortilizi più antichi del territorio versiliese, menzionato già nel 1022. Tale documento menziona Ildebrando della casata Orlandi il quale cede la sua parte di castello alla chiesa cattolica.
Successivamente si ha notizia che appartenne ai signori di Montemagno e che nel XIII secolo venne conquistata dalla repubblica di Lucca.
Ad oggi si conservano i resti di due torri e tratti di una possente cinta muraria.